# Chrysotimus sinensis
Chrysotimus sinensis är en tvåvingeart som beskrevs av Octave Parent 1944. Chrysotimus sinensis ingår i släktet Chrysotimus och familjen styltflugor. Inga underarter finns listade i Catalogue of Life.